# Jean Baup
Pour les articles homonymes, voir Baup.
Jean Baup, né le 10 septembre 1880 à Nyon et mort le 29 mai 1955 à Lausanne, est une personnalité politique suisse, membre du Parti libéral.

## Biographie
De confession protestante, originaire de Vevey et de Coinsins, Jean Baup est le fils de Charles-Albert Baup, banquier. Il fait des études de droit à l'université de Lausanne et obtient son doctorat en 1906, puis son brevet d'avocat en 1909.

### Carrière politique
Membre du Parti libéral, il siège au Grand Conseil vaudois entre 1912 et 1934 avant d'être nommé au Conseil d'État ; il y est responsable du département de justice et police entre le 4 mars 1934 et le 5 mars 1938. Durant son mandat, il est le seul conseiller d'État à s'opposer à l'attribution du doctorat honoris causa à Benito Mussolini en 1937. À la fin de son mandat, en proie à des problèmes de santé, Jean Baup renonce à sa réélection et se retire de la vie politique,.